# Ямаґата Арітомо
Ямаґа́та Аріто́мо (яп. 山県有朋, やまがたありとも; 14 червня 1838 — 1 лютого 1922) — японський політичний і державний діяч, військовик. 3-й і 9-й прем'єр-міністр Японії (24 грудня 1889 — 6 травня 1891, 8 листопада 1898 — 19 жовтня 1900). Генерал Імперської армії Японії, маршал, голова Генерального штабу армії (1878—1882, 1884—1885, 1904—1905). Учасник громадянської війни Босін (1868—1869), Сацумського повстання (1877), японсько-китайської (1894—1895) і японсько-російської (1904—1905) воєн. Міністр армії (1873—1878), міністр внутрішніх справ (1883—1890), 4-й міністр юстиції (1892—1893), 5-й, 9-й і 11-й голова Таємної ради (1893—1894, 1900—1903, 1909—1922). Герцог, ґенро. Член британського Ордену заслуг. Знавець японської поезії та японського садівництва. За свій внесок у формування новітніх збройних сил Японії отримав прізвисько — «батько японської армії». Псевдонім — Ґансецу.

## Біографія

### Молоді роки
Ямаґата Арітомо народився 14 червня 1838 року в призамковому містечку Хаґі автономного уділу Тьосю-хан. Його батько Ямаґата Арітосі походив з незнатних самураїв і займався обслуговуванням комор.　
В юності Арітомо навчався у приватній школі Сонкасон під керівництвом Йосіди Сьоїна. Хлопець перебував під впливом громадського антиурядового руху «Шануймо Імператора, геть варварів!» і брав участь в усіх військових заходах Тьосю-хану, націлених на повалення сьоґунату Токуґава. За свої командирські таланти Арітомо отримав посаду командувача ханського ополчення.
Після реставрації Мейджі 1868 року в Японії спалахнула громадянська війна, в якій Арітомо виступив на боці новоутвореного Імператорського уряду. Як генерал урядових військ він командував воєнними операціями в регіоні Хокуріку, а також очолив каральний похід проти ханів провінцій Етіґо, Дева і Муцу, членів Північного союзу.
1869 року уряд відправив Арітомо на стажування в Європу, де він займався вивченням організації збройних сил європейських країн. За рік молодий офіцер повернувся на батьківщину, отримав призначення на посаду молодшого, а згодом — старшого віце-голови Міністерства війни. Разом із Сайґо Такаморі Арітомо сформував Імператорську гвардію, основу майбутньої Імперської армії Японії, а також брав участь у ліквідації ханів 1871 року. Слідом за Омурою Масудзіро, він планував створення загальнонаціональних збройних сил, що формувалися б без урахування станової приналежності, на основі загальної військової повинності. 1873 року Арітомо добився публікації указу про запровадження цієї повинності, скасувавши тим самим традиційні самурайські війська і заклавши фундамент новітніх збройних сил Японії.

### Міністр
1873 року Арітомо був призначений на посади міністра армії та Імператорського радника. Він брав участь у придушенні численних селянських і самурайських антиурядових повстань, що спалахували протягом 1870-х років. 1878 року, після пацифікації сацумських повстанців, Арітомо заснував за прусським зразком незалежний від міністерства Генеральний штаб збройних сил, перетворений 1889 року на Генштаб армії. Він очолював його тричі: в 1878—1882, 1884—1885, 1904—1905 роках.
1878 року Арітомо опублікував настанови військовим, на основі яких склав 1882 року Імператорський рескрипт для військових. Цей документ встановлював новий кодекс честі для японських солдатів та офіцерів, і проголошував армію та флот країни захисниками божественної монархії. Він залишався чинним до 1945 року.
У 1870-х роках Арітомо виступав проти громадського руху за волю і народні права. Він наполягав на еволюційних, а не революційних змінах, і підтримував ідею створення конституції. Так, 1881 року Арітомо змовився із Іто Хіробумі та Івакурою Томомі й добився відставки ліберальної групи Окуми Сіґенобу з уряду, завдяки чому уряд зміг складати основний закон Японії за консервативним прусським зразком.
1882 року Арітомо отримав призначення на посаду голови Палати радників, а наступного року став міністром внутрішніх справ. Продовжуючи придушувати виступи прибічників руху за волю і народні права, він запровадив нову систему контролю за регіонами, в яких землевласниками могли ставати люди виключно із гарною репутацією. 1888 року Арітомо сприяв затвердженню нової системи муніципалітетів Японії, за якою усі населені пункти країни поділялися на міста, містечка і села, а 1890 року долучився до адміністративної реформи, яка поділила префектури на повіти. 1884 року міністр був нагороджений титулом граф і прирівняний до титулованої шляхти. 1890 року його підвищили до звання генерала армії, а 1898 року надали титул маршала.

### Прем'єр

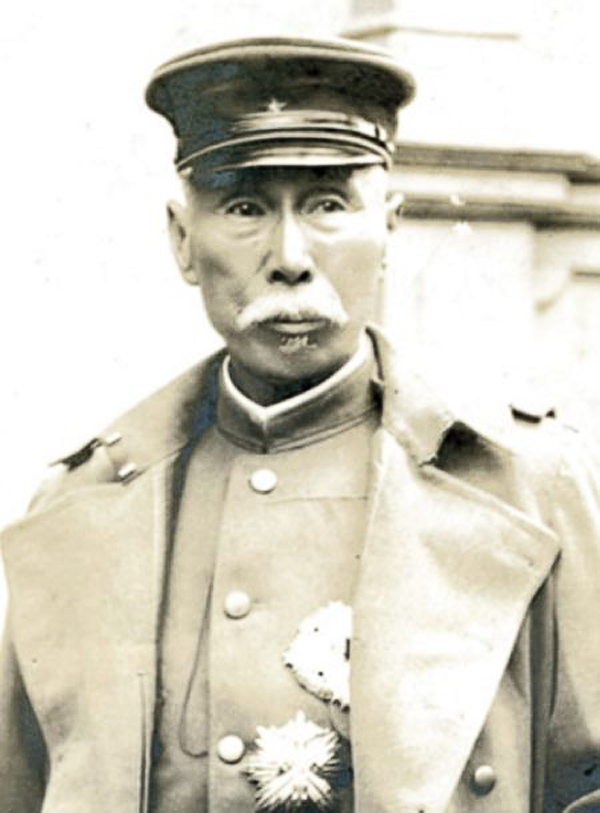
Ямаґата Арітомо у зрілому віці

1889 року Арітомо став прем'єр-міністром Японії і сформував свій перший кабінет. На першій сесії Парламенту, яка відбулася 1890 року він наполягав на нарощуванні воєнної потужності, протистояв Народній партії, що вимагала встановлення системи вихідних, та спромігся знешкодити опозиціонерів Ліберальної партії. 1891 року кабінет Арітомо пішов усім складом у відставку. Того ж року за заслуги перед державою Імператор надав йому звання ґенро, яке давало йому широкі політичні повноваження.
Під час японсько-китайської війни 1894–1895 років Арітомо був призначений командувачем першої армії і виїхав на фронт, проте через хворобу невдовзі повернувся додому. Після війни він продовжував наполягати на збільшенні обороноздатності Японії, ставлячи в приклад незахищений Китай, що став жертвою колонізації європейських держав.
У другій половині 1890-х років Арітомо намагався стримати фрагментацію японського політикуму та державного апарату за партійною приналежністю. З цією метою він сформував власну велику політичну групу в Парламенті, невдоволену співпрацею ханських фракцій уряду із політичними партіями. Ця група складалася з державних службовців, депутатів Палати перів та військових. Генерал, виступав проти ідеї створення багатопартійної системи, яку підтримував ґенро Іто Хіробумі, й ратував за створення спрощеної двопартійної системи.
1898 року, після розвалу першого кабінету Окуми, Арітомо знову зайняв посаду прем'єр-міністра країни і сформував свій другий кабінет. За підтримки Конституційної партії в Парламенті, він підвищив податок на землю, прибутки з якого мали піти на нарощування потужності збройних сил країни, і вніс поправки до законодавства, що унеможливили прийом на державну службу членів політичних партій. Крім цього Арітомо розширив повноваження Таємної ради Імператора і провів через Парламент закон, за яким ключові посади у військових структурах могли займати лише дійсні військові. За його урядування також було прийнято положення про правопорядок і поліцію, скероване на придушення антиурядових виступів робітників і селян. В зовнішній політиці Арітомо намагався тримати авторитет Японії на рівні передових європейських держав, тому 1900 року, під час спалаху боксерського повстання в Китаї, надіслав на допомогу європейським військам японські армійські підрозділи. Після створення Іто Хіробумі Товариства друзів конституційного уряду, він рекомендував його кандидатуру як свого наступника, а сам пішов у відставку. З 1901 року Арітомо виконував роль «сірого кардинала» в першому уряді Кацури Таро, допомагаючи йому. Він сприяв укладанню японсько-британського союзу, скерованому на стримування російської експансії в Азії.

### Останні роки
Під час японсько-російсько війни 1904–1905 років Арітомо перебував на посаді голови Генерального штабу армії і був генеральним інспектором, відповідальним за постачання і комунікації в Генеральному штабі збройних сил Японії. 1907 року за заслуги йому надали найвищий шляхетний титул герцога. Після війни генерал займався розробкою оборонної доктрини Японської імперії, сприяв нарощуванню боєздатності країни і підвищенню ролі армії в політичному житті.
1909 року, в результаті вбивства Іто Хіробумі, Арітомо тимчасово посилив свій вплив на збройні сили, внутрішню і зовнішню політику. Проте у 1910-х роках, на тлі зростання демократичного руху і ролі партій в політичному житті Японії, генерал став втрачати контроль над ситуацією в країні. Особливого удару по ньому завдали рисові бунти 1918 року, спричинені розладом японської економіки після Першої світової війни. Арітомо був змушений визнати Хару Такасі лідером Товариства друзів конституційного уряду і допустив представників політичних партій до формування кабінету міністрів. 1921 року він зазнав поразки у дебатах довкола вибору нареченої Великого сина Імператора. Ці події підірвали сили літнього генерала. Він помер 1 лютого 1922 року в Токіо, у 83-річному віці. Похорони Арімото були проведені на найвищому рівні за державний рахунок.